# 박세완
박세완(한국 한자: 朴世婉,, 1994년 9월 24일~)은 대한민국의 배우이다.

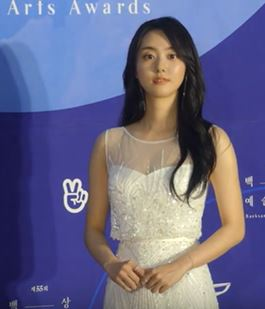
2019년 제55회 백상예술대상 시상식 당시의 박세완

## 생애
1994년 9월 24일 부산직할시 부산진구에서 1남 1녀 중 첫째로 태어났다. 2016년 KBS 2TV 《KBS 드라마 스페셜 - 빨간 선생님》을 통해 배우로 데뷔하였다.
대표 작품 중에 드라마로는 2016년 TvN 《쓸쓸하고 찬란하神 - 도깨비》, 2017년 MBC 《자체발광 오피스》, KBS 2TV 《학교 2017》, MBC 《로봇이 아니야》, 2018년 KBS 2TV 《같이 살래요》, 2019년 MBC 《두 번은 없다》 등이 있고 시트콤으로는 2021년 넷플릭스 《내일 지구가 망해버렸으면 좋겠어》 (웹 시트콤) 등이 있으며 영화로는 2018년 《오목소녀》, 2019년 《언니》, 2020년 《도굴》 등이 있다.

## 학력
- 2007년 ~ 2010년 가야여자중학교 (졸업)
- 2010년 ~ 2013년 가야고등학교 (졸업)
- 2013년 ~ 2017년 성균관대학교 연기예술학과 (졸업)

## 출연작

### 드라마
- 2016년 KBS2 단막극 《KBS 드라마 스페셜 - 빨간 선생님》 ... 숙희 역
- 2016년 tvN 금토드라마 《쓸쓸하고 찬란하神 - 도깨비》 ... 고시원 귀신 역
- 2017년 MBC 수목드라마 《자체발광 오피스》 ... 이꽃비 역
- 2017년 KBS2 월화드라마 《학교 2017》 ... 오사랑 역
- 2017년 KBS2 단막극 《드라마 스페셜 - 정마담의 마지막 일주일》 ... 정다정 역 (라미란 아역)
- 2017년 MBC 수목드라마 《로봇이 아니야》 ... 파이 역
- 2018년 KBS2 주말연속극 《같이 살래요》 ... 연다연 역
- 2018년 KBS2 단막극 《드라마 스페셜 - 너무 한낮의 연애》 ... 김양희 역 (최강희 아역)
- 2018년 KBS2 월화드라마 《땐뽀걸즈》 ... 김시은 역
- 2019년 TV조선 주말드라마 《조선생존기》 ... 한슬기 역
- 2019년 MBC 토요 특별기획 드라마 《두 번은 없다》 ... 금박하 역
- 2021년 tvN 단막극 《드라마 스테이지 - 럭키》 ... 이영희 역
- 2022년 Watcha 오리지널 드라마 《최종병기 앨리스》 ... 겨울 역
- 2023년 Wavve 오리지널 드라마  《박하경 여행기》 ... 박하경 역 (이나영 아역)
- 2024년 tvN 월화드라마 《손해 보기 싫어서 》 ... 정수아 역 (특별출연)
- 2024년 Disney+ 오리지널 드라마 《강력하진 않지만 매력적인 강력반》 ... 서민서 역
- 2025년 Disney+ 오리지널 드라마 《넉 오프》 … 문다빈 역

### 시트콤
- 2021년 Netflix 웹 시트콤 《내일 지구가 망해버렸으면 좋겠어》 ... 박세완 역

### 영화
- 2013년 영화 《봉숭아》
- 2013년 영화 《쐐기풀》
- 2013년 영화 《집》
- 2014년 영화 《그 날 하루》
- 2014년 영화 《꿈틀꿈틀》
- 2014년 영화 《천생연분》
- 2014년 영화 《네모빛》
- 2014년 영화 《먹는다》
- 2015년 영화 《전교 1등》
- 2015년 영화 《구토》
- 2016년 영화 《팡뜨》
- 2018년 영화 《오목소녀》 ... 이바둑 역
- 2019년 영화 《언니》 ... 박은혜 역
- 2020년 영화 《도굴》 ... 혜리 역
- 2022년 영화 《인생은 아름다워》 ... 어린 오세연 역 (염정아 아역)
- 2023년 영화 《육사오(6/45)》 ... 연희 역
- 2024년 영화 《빅토리》 ... 미나 역

### 연극
| 연도 | 제목            | 역할 | 기간                  | 장소                      | 비고 |
| ---- | --------------- | ---- | --------------------- | ------------------------- | ---- |
| 2013 | 《바다와 양산》 |      | 2013.03.27~2013.04.14 | 부산시민회관 부산문화회관 |      |
| 2013 | 《변신》        |      | 2013.03.27~2013.04.14 | 부산시민회관 부산문화회관 |      |

### 뉴스
| 연도 | 방송사    | 제목                | 역할   | 기간       | 비고 |
| ---- | --------- | ------------------- | ------ | ---------- | ---- |
| 2018 | OBS경인TV | 《독특한 연예뉴스》 | 인터뷰 | 2018.12.28 |      |

### 예능
| 연도 | 방송사  | 제목                | 역할   | 기간       | 비고 |
| ---- | ------- | ------------------- | ------ | ---------- | ---- |
| 2018 | KBS 2TV | 《연예가중계》      | 인터뷰 | 2018.07.20 |      |
| 2018 | MBC     | 《섹션TV 연예통신》 | 인터뷰 | 2018.12.10 |      |
| 2019 | MBC     | 《섹션TV 연예통신》 | 인터뷰 | 2019.10.31 |      |
| 2020 | KBS 2TV | 《연중 라이브》     | 인터뷰 | 2020.11.13 |      |

### 라디오
| 연도 | 방송사   | 제목                  | 역할   | 기간       | 비고 |
| ---- | -------- | --------------------- | ------ | ---------- | ---- |
| 2018 | KBS 쿨FM | 《이수지의 가요광장》 | 게스트 | 2018.07.05 |      |

### 광고
| 연도 | 기업             | 제품                                                  | 종류   | 공동 출연            | 출처 |
| ---- | ---------------- | ----------------------------------------------------- | ------ | -------------------- | ---- |
| 2021 | 메이커스코스메틱 | 망고 드랍 - 나만의 향기로운 바디 솔루션, 망고 드랍 편 | 화장품 |                      | 보기 |
| 2022 | 코웨이           | 룰루 비데 - 댄스 편                                   | 비데   | 유재석 장혜진 김성철 | 보기 |
| 2022 | 코웨이           | 룰루 비데 - 댄스 편                                   | 비데   | 유재석 장혜진 김성철 | 보기 |
| 2022 | 코웨이           | 룰루 비데 - 댄스 편                                   | 비데   | 유재석 장혜진 김성철 | 보기 |
| 2022 | 코웨이           | 룰루 비데 - 댄스 편                                   | 비데   | 김성철               | 보기 |

## 수상 및 후보
| 연도 | 시상식                      | 부문                                 | 작품                                     | 결과 |
| ---- | --------------------------- | ------------------------------------ | ---------------------------------------- | ---- |
| 2013 | 제31회 부산연극제           | 10분 연극제 우수상                   | 《바다와 양산》 《변신》                 | 수상 |
| 2018 | 제11회 코리아 드라마 어워즈 | 여자 신인상                          | 《같이 살래요》                          | 후보 |
| 2018 | KBS 연기대상                | 여자 신인상                          | 《같이 살래요》 《땐뽀걸즈》             | 수상 |
| 2018 | KBS 연기대상                | 여자 연작·단막극상                   | 《KBS 드라마 스페셜 - 너무 한낮의 연애》 | 후보 |
| 2019 | 제55회 백상예술대상         | TV부문 여자 신인연기상               | 《땐뽀걸즈》                             | 후보 |
| 2019 | MBC 연기대상                | 일일·주말 드라마부문 여자 우수연기상 | 《두 번은 없다》                         | 수상 |
| 2022 | 제58회 대종상 영화제        | 여자부문 뉴웨이브상                  | 《육사오》                               | 수상 |
| 2023 | 제59회 백상예술대상         | 영화부문 여자조연상                  | 《육사오》                               | 수상 |

## 가족 관계
- 아버지 : 비공개(1967년~)
- 어머니 : 비공개(1970년~)
- 남동생 : 박세호(1999년~)